# Bill Masterton Memorial Trophy

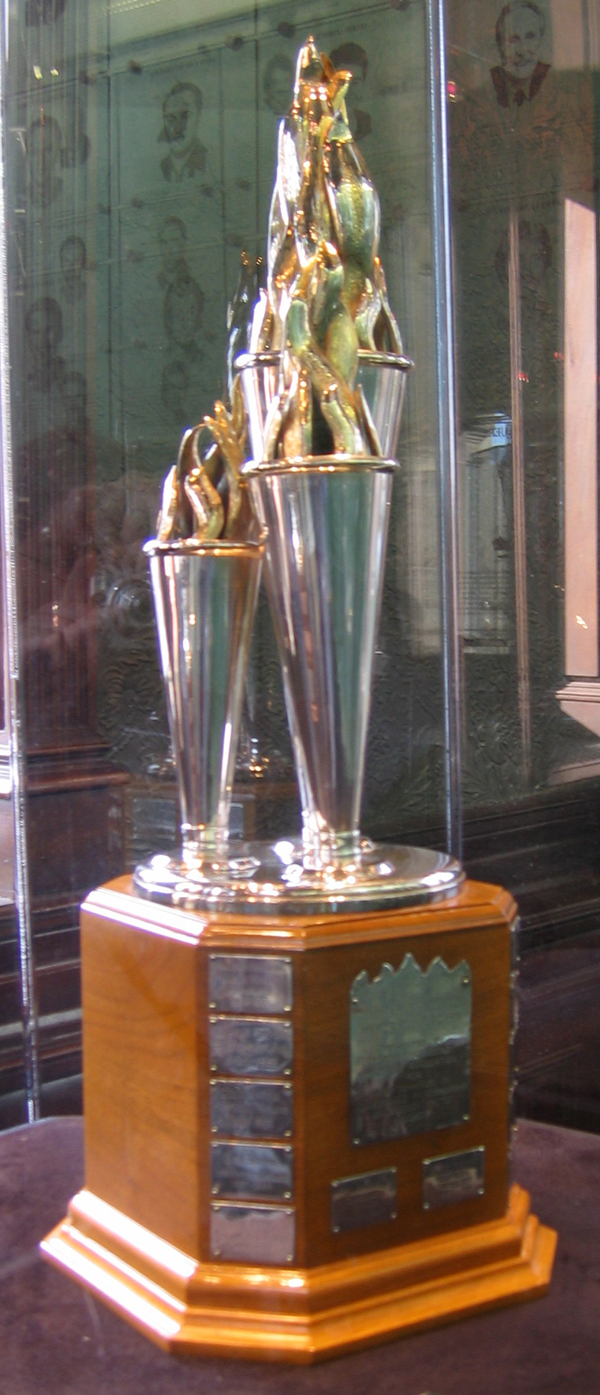
Bill Masterton Memorial Trophy

Bill Masterton Memorial Trophy je trofej, která je udělována v NHL.
Podobně jako úmrtí Georgese Véziny vedlo ke vzniku Vézina Trophy, tak smrt hokejového útočníka Billa Mastertona dala příčinu vzniku trofeje, jež nese jeho jméno.
Bill Masterton Memorial Trophy však vznikla na počest první oběti profesionálního hokeje. Pro NHL ji věnovala asociace novinářů, podle jejíhož rozhodnutí se také každoročně uděluje hráči, který spojuje své mistrovství s příkladnou oddaností a věrností hokeji. Přitom se nejprve vybírají kandidáti z každého týmu, z nich pak vzejdou tři finalisté.
Bill Masterton, hráč týmu Minnesota North Stars, zemřel přímo na následky zranění způsobeného při utkání s Oakland Seals dne 13. ledna 1968. Po této tragédii se v celé NHL zvedla vlna odporu proti přehnané tvrdosti ve hře a jedním z výsledků zvýšené aktivity na tomto poli bylo i založení této trofeje. Následkem toho se i v NHL začalo masově šířit nošení ochranných přileb.
Držitel trofeje si však neodnáší žádnou prémii. Ta pouze na jeho doporučení končí v některém ze sportovně rehabilitačních zařízení spravovaných 'nadací Billa Mastertona'. Zajímavý je rovněž výběr vítězů trofeje. V prvních letech získávali cenu spíše 'dělníci ledu' nebo 'zneuznané hvězdy'. Dnes je cena udělována zpravidla hráčům, kteří prošli těžkými životními zkouškami nebo prokázali velkou vytrvalost.

## Vítězové
| Bill Masterton Memorial Trophy - (oddanost a věrnost hokeji) |                      |                       |
| Sezóna                                                       | Hráč                 | Tým                   |
| 1967/1968                                                    | Claude Provost       | Montreal Canadiens    |
| 1968/1969                                                    | Ted Hampson          | Oakland Seals         |
| 1969/1970                                                    | Pit Martin           | Chicago Blackhawks    |
| 1970/1971                                                    | Jean Ratelle         | New York Rangers      |
| 1971/1972                                                    | Bobby Clarke         | Philadelphia Flyers   |
| 1972/1973                                                    | Lowell MacDonald     | Pittsburgh Penguins   |
| 1973/1974                                                    | Henri Richard        | Montreal Canadiens    |
| 1974/1975                                                    | Don Luce             | Buffalo Sabres        |
| 1975/1976                                                    | Rod Gilbert          | New York Rangers      |
| 1976/1977                                                    | Ed Westfall          | New York Islanders    |
| 1977/1978                                                    | Butch Goring         | Los Angeles Kings     |
| 1978/1979                                                    | Serge Savard         | Montreal Canadiens    |
| 1979/1980                                                    | Al MacAdam           | Minnesota North Stars |
| 1980/1981                                                    | Blake Dunlop         | St. Louis Blues       |
| 1981/1982                                                    | Glenn Resch          | Colorado Rockies      |
| 1982/1983                                                    | Lanny McDonald       | Calgary Flames        |
| 1983/1984                                                    | Brad Park            | Detroit Red Wings     |
| 1984/1985                                                    | Anders Hedberg       | New York Rangers      |
| 1985/1986                                                    | Charlie Simmer       | Boston Bruins         |
| 1986/1987                                                    | Doug Jarvis          | Hartford Whalers      |
| 1987/1988                                                    | Bob Bourne           | Los Angeles Kings     |
| 1988/1989                                                    | Tim Kerr             | Philadelphia Flyers   |
| 1989/1990                                                    | Gord Kluzak          | Boston Bruins         |
| 1990/1991                                                    | Dave Taylor          | Los Angeles Kings     |
| 1991/1992                                                    | Mark Fitzpatrick     | New York Islanders    |
| 1992/1993                                                    | Mario Lemieux        | Pittsburgh Penguins   |
| 1993/1994                                                    | Cam Neely            | Boston Bruins         |
| 1994/1995                                                    | Pat LaFontaine       | Buffalo Sabres        |
| 1995/1996                                                    | Gary Roberts         | Calgary Flames        |
| 1996/1997                                                    | Tony Granato         | San Jose Sharks       |
| 1997/1998                                                    | Jamie McLennan       | St. Louis Blues       |
| 1998/1999                                                    | John Cullen          | Tampa Bay Lightning   |
| 1999/2000                                                    | Ken Daneyko          | New Jersey Devils     |
| 2000/2001                                                    | Adam Graves          | New York Rangers      |
| 2001/2002                                                    | Saku Koivu           | Montreal Canadiens    |
| 2002/2003                                                    | Steve Yzerman        | Detroit Red Wings     |
| 2003/2004                                                    | Bryan Berard         | Chicago Blackhawks    |
| 2004/2005                                                    | Neudělena pro stávku | Neudělena pro stávku  |
| 2005/2006                                                    | Teemu Selänne        | Anaheim Ducks         |
| 2006/2007                                                    | Phil Kessel          | Boston Bruins         |
| 2007/2008                                                    | Jason Blake          | Toronto Maple Leafs   |
| 2008/2009                                                    | Steve Sullivan       | Nashville Predators   |
| 2009/2010                                                    | José Théodore        | Washington Capitals   |
| 2010/2011                                                    | Ian Laperrière       | Philadelphia Flyers   |
| 2011/2012                                                    | Max Pacioretty       | Montreal Canadiens    |
| 2012/2013                                                    | Josh Harding         | Minnesota Wild        |
| 2013/2014                                                    | Dominic Moore        | New York Rangers      |
| 2014/2015                                                    | Devan Dubnyk         | Minnesota Wild        |
| 2015/2016                                                    | Jaromír Jágr         | Florida Panthers      |
| 2016/2017                                                    | Craig Anderson       | Ottawa Senators       |
| 2017/2018                                                    | Brian Boyle          | New Jersey Devils     |
| 2018/2019                                                    | Robin Lehner         | New York Islanders    |
| 2019–2020                                                    | Bobby Ryan           | Ottawa Senators       |
| 2020–2021                                                    | Oskar Lindblom       | Philadelphia Flyers   |
| 2021–2022                                                    | Carey Price          | Montreal Canadiens    |
| 2022–2023                                                    | Kris Letang          | Pittsburgh Penguins   |
| 2023–2024                                                    | Connor Ingram        | Arizona Coyotes       |
| 2024–2025                                                    | Sean Monahan         | Columbus Blue Jackets |
| Zdroj na eliteprospects.com                                  |                      |                       |